# Germán Parreño Boix
Germán Parreño Boix (Elx; 16 de febrer de 1993) és un futbolista valencià que juga actualment en la posició de porter al Deportivo de La Coruña.

## Carrera de club
Born in Elx, País Valencià, Germán es va incorporar a la formació juvenil del RCD Espanyol l'any 2007 procedent de l'Elx CF local, als 14 anys. Va debutar amb el sènior amb l'equip B a la Tercera Divisió.
El 26 d'agost de 2013, Germán va signar un nou contracte de quatre anys amb els catalans, ascendint també a la plantilla del primer equip. El 8 de desembre va jugar el seu primer partit com a professional, començant en un empat a 2 a 2 com a visitant contra el Real Jaén als vuitens de final de la Copa del Rei 2013-14 (victòria global per 4–2).
Germán va aparèixer per primera vegada a La Liga el 6 d'abril de 2014, ocupant el lloc del suspès Kiko Casilla en una derrota per 4-1 contra el Sevilla FC. El gener de 2015, després de perdre la seva posició de suplent davant un altre jove, Pau López, va ser cedit al club Racing de Santander de Segona Divisió fins al juny.
El 18 d'agost de 2015, Germán es va traslladar al Girona FC de la mateixa lliga en un contracte de cessió per la temporada. Durant el seu període va jugar com a substitut d'Isaac Becerra i va rescindir el seu contracte amb l'Espanyol el 5 d'agost de 2016.
El 6 d'agost de 2016, Germán va tornar al seu primer club, l'Elx. L'estiu següent, va fitxar per l'UCAM Murcia CF a la Segona Divisió B. Dos anys més tard, es va incorporar al club també de tercera UE Eivissa, acordant un contracte fins al 30 de juny de 2020 amb opció a una temporada addicional.
L'1 de juliol de 2023, després de patir el descens a la segona divisió la temporada 2022–23, Germán va signar un contracte de dos anys amb el Deportivo de La Coruña a la Primera Federació.